# Flamborough
Flamborough – wieś w północno-wschodniej Anglii (Wielka Brytania), w hrabstwie East Riding of Yorkshire. Leży nieopodal przylądka Flamborough Head, 44 km na północ od miasta Hull i 290 km na północ od Londynu. W 2001 miejscowość liczyła 2121 mieszkańców.
Około dwóch kilometrów na wschód od wsi znajduje się latarnia morska Flamborough.